# NGC 3629
NGC 3629 (również PGC 34719 lub UGC 6352) – galaktyka spiralna z poprzeczką (SBc), znajdująca się w gwiazdozbiorze Lwa. Odkrył ją William Herschel 6 kwietnia 1785 roku.